# 아마다블람

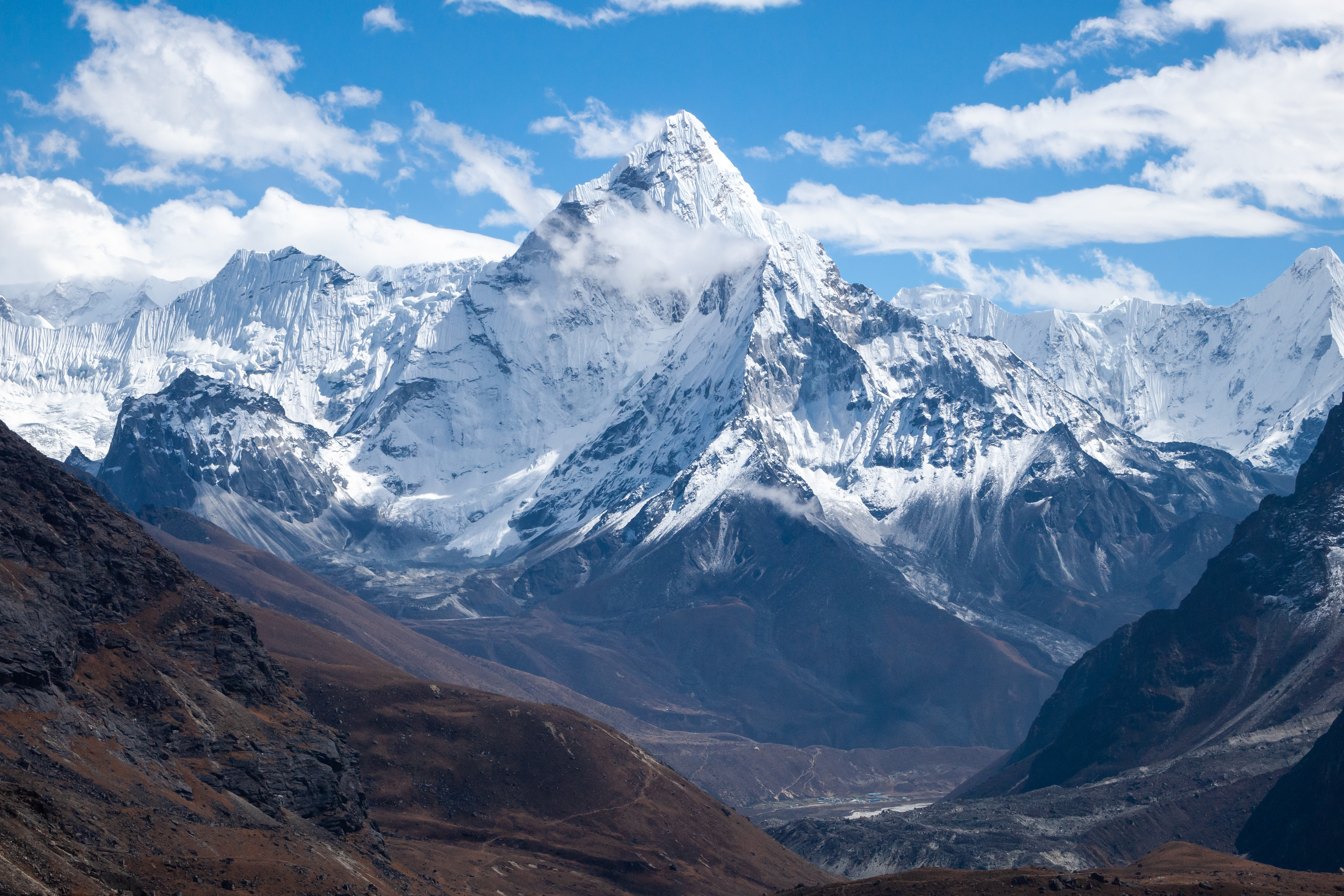

아마다블람(Ama Dablam)은 네팔 코시 주 동부 히말라야산맥에 있는 산이다. 주요 봉우리는 6,812m(22,349ft)이고 낮은 서쪽 봉우리는 6,170m(20,243ft)이다. 아마다블람은 "어머니의 목걸이"를 의미한다. 아기를 보호하는 어머니(아마)의 팔처럼 양쪽에 있는 긴 산등성이와 셰르파 여성이 착용하는 신의 그림이 들어 있는 전통적인 이중 펜던트인 다블람으로 생각되는 매달린 빙하이다. 수일에 걸쳐 아마다블람은 에베레스트산 베이스 캠프로 트레킹하는 모든 사람을 위해 동쪽 하늘을 지배하고 있다. 우뚝 솟은 능선과 가파른 면 때문에 아마다블람은 때때로 "히말라야의 마테호른"이라고 불린다. 이 산은 1루피 네팔 지폐에 등장한다.
아마다블람은 1961년 3월 13일 마이크 길(Mike Gill, 뉴질랜드), 배리 비숍(Barry Bishop, 미국), 마이크 워드(Mike Ward, 영국), 월리 로마네스(Wally Romanes, 뉴질랜드)가 사우스웨스트리지(Southwest Ridge)를 통해 처음 등반했다. 이들은 에드먼드 힐러리 경이 이끄는 1960~61년 실버 헛 탐험의 일환으로 봉우리 기슭 근처 5,800미터(19,029피트)에서 겨울을 나면서 고도에 잘 적응했다.
주도인 비라트나가르에서 북쪽으로 162km(101마일), 카트만두에서 북동쪽으로 152km(94마일) 거리에 위치한 아마다블람은 탐험이 허용된 세 번째로 인기 있는 히말라야 봉우리이다. 지금까지 가장 인기 있는 경로는 사우스웨스트리지이다. 2006년 눈사태 이전에 등반가들은 일반적으로 매달린 빙하인 다블람 바로 아래 오른쪽에 캠프 III이 있는 능선을 따라 3개의 캠프를 세웠다. 빙하에서 떨어져 나온 얼음은 일반적으로 캠프에서 멀리 떨어져 있다. 그러나 눈사태 이후 등반가들은 이제 위험을 최소화하기 위해 두 개의 캠프만 설정하는 것을 선호한다. 아마다블람 등반을 시도하려면 등반 허가증과 연락관이 필요하다. 에베레스트산과 마찬가지로 등반하기 가장 좋은 달은 4월과 5월(몬순 전)과 9월과 10월이다.